# Visage (banda)
Visage fue un proyecto musical y grupo de new romantic formado en 1978 con el motivo inicial de proveer música para ser reproducida en el club nocturno londinense Blitz, perteneciente a Steve Strange y Rusty Egan. Visage se separó definitivamente en 2015, tras el fallecimiento de su cantante Steve Strange, en febrero de ese año.

## Historia

### Primeros años
En 1978 Steve Strange, quien había estado en una banda punk llamada The Photons, forma un proyecto electrónico, al que llama Visage, junto a Rusty Egan y Midge Ure, los cuales recientemente habían disuelto The Rich Kids. El trío grabó una maqueta que incluía su versión del éxito del dúo estadounidense Zager & Evans titulado In the Year 2525.
Tras la adición del músico Billy Currie de la banda Ultravox, el guitarrista John McGeoch, el bajista Barry Adamson y el pianista Dave Formula, miembros de Magazine, en 1979, Visage firma con Radar Records y lanza el sencillo Tar en septiembre de ese año.

### Éxito
Durante el año siguiente se lanzó al mercado su primera producción discográfica, que resultó ser todo un éxito de ventas y críticas gracias a una excelente composición y arreglos musicales pero sobre todo y mayormente por el sencillo Fade to Grey que se transformó rápidamente en uno de los temas musicales representativos de la escena musical new romantic, para la cual este primer álbum se transformó en una especie de banda sonora.
Tras el lanzamiento de los éxitos Mind of a Toy y Visage, Steve Strange tuvo que esperar, ya que sus compañeros de conjunto se encontraban absorbidos por los compromisos de sus respectivas bandas (Midge Ure y Billy Currie con Ultravox, Dave Formula y Barry Adamson en Magazine, y John McGeoch, recién separado de ésta, junto a Siouxsie and the Banshees), para grabar la segunda producción; no fue hasta finales de 1981 cuando todos los músicos, salvo McGeoch, volvieron al estudio y grabaron The Anvil. 
Las seis semanas de grabación de este álbum fueron tensas y llenas de controversias entre Strange y Ure, ya que no se ponían de acuerdo en cuanto a la dirección musical que el conjunto tomaría, resultando The Anvil un excelente, aunque poco uniforme álbum. Este disco fue lanzado en marzo de 1982 con mucha menos fanfarria que el primero. Midge Ure abandonó su colaboración con Visage debido a las diferencias con Strange y los crecientes compromisos con Ultravox, su banda principal y a la cual había accedido por medio de Billy Currie al poco tiempo de conocerlo. El conjunto, ya sin la colaboración de Ure y Adamson y con la incorporación del bajista Steve Barnacle, grabó el sencillo Pleasure Boys, que salió al mercado en octubre de ese año.

### Decadencia y separación
El último álbum del conjunto, ya con integrantes permanentes grabó Beat Boy, entre 1982 y 1983, álbum que salió a finales de 1984 y cuyo éxito en nada se pareció al de las dos grabaciones anteriores, marcando el fin de la banda.
Steve Strange formó con Wendy Wu una banda llamada Strange Cruise, que fracasó al lanzar su álbum, y se marchó a Ibiza, y después afrontó una crisis, entrando en varios juicios y enfrentando su adicción a las drogas. 
Dave Formula se mantuvo en el anonimato, hasta 2003, cuando formó The Angel Brothers. Adamson, al terminar su compromiso con el grupo, tocó para Pete Shelley y después ingresó a Nick Cave and the Bad Seeds.
Egan continúa siendo DJ.

### Post-realizaciones
Una segunda versión de Fade to Grey fue realizada por Midge Ure como solista en 1982. Otra versión fue remezclada con un éxito moderado a inicios de la década de 1990.

## Reunión
En 2004 Steve Strange reunió a Visage con nuevos integrantes, siendo conocidos como Visage mark II. El 4 de marzo de ese año, John McGeoch falleció por causas desconocidas mientras dormía.
En junio de 2013, la banda lanzaría su primer álbum de estudio en 29 años, Hearts and Knives, con nuevo material. 
El 12 de febrero de 2015, Steve Strange falleció debido a una insuficiencia cardíaca, mientras dormía en el Hospital Internacional Sharm El Sheik, en Egipto. Como consecuencia, el sitio de Facebook de Visage manifestó que el proyecto musical estaba finalizado, debido a que Steve Strange "era el único miembro oficial" de la banda, ya que el resto de músicos considerados como miembros habían "firmado contrato como 'acompañantes' de 1980 en adelante", y que Visage ya no existe más, debido a que "Steve Strange era Visage".

## Discografía
- Visage (1980).
- The Anvil (1982).
- Beat Boy (1984).
- Hearts and Knives (2013).

## Sitios relacionados
- Discografía completa de Visage, en inglés.
- Homeland, página oficial de Midge Ure, en inglés.

- Datos: Q1569811